# 竹内寿
竹内 寿（たけうち とし、1993年10月26日 - ）は、日本の俳優、タレントである。長野県出身。ホリプロに所属していた。

## 略歴
- 2007年、第20回『ジュノン・スーパーボーイ・コンテスト』でグランプリを受賞。当時14歳1ヶ月でグランプリ史上最年少[2]。
- 2011年、第24回東京国際映画祭の公式応援団TIFF BOYSに選ばれる[3]。
- ドラマや映画で活躍するほか、2016年4月からはお昼の情報番組「猫のひたいほどワイド」（テレビ神奈川）のリポーターを務める。
- 2022年5月1日、約14年間所属したホリプロを退社したことを発表[4]。

## 人物
- 4人兄弟の末っ子であり、兄はスキージャンプ選手でオリンピックメダリストの竹内択。
- 本人もスキージャンプを得意とする。長野県中学生大会で第3位の記録を持ち、ジュニアオリンピック強化選手に選ばれたほか、2009年には全国中学校スキー大会で4位入賞[5]。中学卒業後は俳優活動に軸足を移し競技からは遠ざかったが、2011年11月に地元飯山市で行われた「長野県・飯山スキー100周年記念 第19回飯山市サマージャンプ大会」少年の部に参加、2年半の競技ブランクがあったものの20人中11位となった[6]。
- 特技はビリヤード[1]。

## 出演

### テレビドラマ
- 魔王（2008年7月 - 9月、TBS） - 真中英雄 役
- カンゴロンゴ 第13回「”下流志向”の君へ」 （2009年1月、NHK） - 田中コウジ 役
- ヴォイス〜命なき者の声〜 第9話（2009年3月、フジテレビ） - 宇野稔彦 役
- チャレンジド （2009年10月 - 11月、NHK） - 鵜飼秀彦 役
- ROMES/空港防御システム 第6・7話（2009年11月、NHK） - 真田汰嘉 役
- ブラッディ・マンデイ Season2 （2010年1月 - 3月、TBS） - 八木佑介 役
- 相棒 Season8 第13話（2010年1月27日、テレビ朝日） - 秋川元 役
- 同窓会〜ラブ・アゲイン症候群（2010年4月 - 6月、テレビ朝日） - 杉山大地 役
- ハンマーセッション!（2010年7月 - 9月、TBS）- 黒沢正宗 役
- 霊能力者 小田霧響子の嘘（2010年10月 - 12月、テレビ朝日） - 小田霧幸太 役
- スクール!! 第8話（2011年3月6日、フジテレビ） - 原アキラ 役
- 金曜プレステージ（フジテレビ）
  - 「十津川刑事の肖像5」（2012年4月6日） - 野上信一 役
  - 「医療捜査官 財前一二三4」（2013年11月8日） - 堀田龍生 役
- 真夜中のパン屋さん（2013年4月 - 6月、NHK BSプレミアム） - 弓坂悦郎 役
- 明日の光をつかめ -2013 夏-（2013年7月 - 8月、東海テレビ） - 太田雅人 役
- 刑事吉永誠一 涙の事件簿 第6話（2013年11月15日、テレビ東京） - 浜田暁 役
- 土曜ワイド劇場「ショカツの女8」（2013年12月14日、朝日放送） -　瀬川健吾 役
- 三匹のおっさん〜正義の味方、見参!!〜 第1話（2014年1月17日、テレビ東京）、第2話（1月24日） - 遠山 役
- 福家警部補の挨拶 第4話（2014年2月4日、フジテレビ） - 中西友也 役
- イタズラなKiss2〜Love in TOKYO〜（2014年11月 - 2015年4月、フジテレビ） - 船津誠一 役
- 月曜ゴールデン「刑事シュート しゅうと&ムコの事件日誌5」（2015年3月2日、TBS） - 吉本和真 役
- 三匹のおっさん〜正義の味方、ふたたび!!〜 第1話（2015年4月24日、テレビ東京）、第5話（5月22日） - 遠山 役
- 水曜ミステリー9「犯罪科学分析室 電子の標的2」（2016年3月23日、テレビ東京） - 長津柊也 役
- 三匹のおっさん〜正義の味方、みたび!!〜 第3話（2017年2月3日、テレビ東京） - 遠山 役
- ソースさんの恋（2017年6月 - 7月、NHK BSプレミアム） - 今邑直人 役
- 命売ります 第5話（2018年2月10日、BSジャパン） - 青井聡介 役
- シグナル 長期未解決事件捜査班 第1･2話（2018年4月10日･17日、関西テレビ） - 橋本啓介 役
- 風の市兵衛（2018年） - 庄二郎 役
- TWO WEEKS（2019年）
- 竹内涼真の撮休 最終話（2020年12月26日、WOWOW） - 後藤 役
- 大河ドラマ 青天を衝け 第40回 - （2021年12月19日 - 、NHK） - 渋沢正雄 役

### Webドラマ
- アンダーウェア（2015年9月 - 11月、Netflix）[7] - 梶直道 役

### バラエティ
- 世界史ちゃんTV 〜何となく歴史が学べるVTR〜（2014年12月8・14日、NHKBSプレミアム）

### その他のテレビ番組
- テレビ神奈川「猫のひたいほどワイド」（2016年4月7日 - 2021年3月25日） - 木曜日レギュラー（猫の手も借り隊ブルー→ブラック）
- NHK Eテレ「テレビスポーツ教室」（2016年度 - ） - 進行役（不定期）
- 毎日放送「ちちんぷいぷい」（2017年10月25日、11月1日） - ｢きのう、京、あした｣コーナー

### 映画
- TAJOMARU（2009年9月12日公開、ワーナー・ブラザース）
- カムイ外伝（2009年9月19日公開、松竹）
- 僕の初恋をキミに捧ぐ（2009年10月24日公開、東宝）
- 僕らのワンダフルデイズ（2009年11月7日公開、角川映画）
- ツナグ（2012年10月6日公開、東宝）
- 悪の教典（2012年11月10日公開、東宝） - 鈴木章 役
- 生け贄のジレンマ（2013年7月13日公開、ジェネオン・ユニバーサル・エンターテイメントジャパン）
- 疾風・虹丸組（2014年1月11日公開、エスピーオー）[8] - 羽黒翔丸 役
- 瀬戸内海賊物語（2014年5月31日公開、松竹） - 宮本龍一 役
- 植物図鑑（2016年6月4日公開、松竹）- コンビニ店員 役
- アキラとあきら（2022年8月26日、東宝）

### 舞台
- 恋ばば 十四歳!（2010年8月、池袋シアターグリーン）
- 12人の優しい殺し屋〜狙われた豪華客船〜（2011年8月、青山円形劇場）
- パレード（2012年1月、天王洲銀河劇場） - 小窪サトル 役
- BANANA FISH（2012年10月24日 - 11月4日、六行会ホール） - 奥村英二 役
- ホリプロ若手舞台シリーズ Vol.3『少しはみ出て殴られた』（2012年11月30日 - 12月9日、DDD AOYAMA CROSS THEATER） - タヌキ 役
- 帝一の國（2016年3月17日 - 27日、AiiA 2.5 Theater Tokyo） - オールラウンダーズ 役
- TARO URASHIMA（2016年8月11日 - 15日、明治座） - アイ鯛／クロダ氏 役（二役）
- 春のめざめ (2019年4 - 5月、KAAT神奈川芸術劇場、東広島芸術文化ホール くらら、兵庫県立芸術文化センター[9]

### テレビCM
- マクドナルド ハッピーセット （2011年10月）
- 日清食品 カップヌードル SURVIVE! 就職氷河期篇（2014年1月-）

### PV
- 清水翔太「さよならはいつも側に」（2009年7月15日発売）
- NMB48「高嶺の林檎」（2014年3月26日発売）

### 雑誌
- JUNON（2007年11月 - ）
- POTATO『竹内寿のビミョーな寿ゴロ』（2008年12月 - ）、『竹内寿のTRY年』（2010年1月 - ）
- duet（2010年8月 - 2011年7月）

### 書籍
- 銀色夏生『生活』（幻冬舎文庫、2012年） - 夏生の詩集であるが、竹内の写真に詩が添えられた「写真詩集」。